# Matayba intermedia
Matayba intermedia är en kinesträdsväxtart som beskrevs av Ludwig Radlkofer. Matayba intermedia ingår i släktet Matayba och familjen kinesträdsväxter. Inga underarter finns listade i Catalogue of Life.